# 幻萌网络
幻萌网络，全称上海幻萌网络科技有限公司，是中国大陆的一家以网络游戏为主的公司，该公司因为开发《战舰少女》而知名。

## 相关事件
2015年7月份，游戏研发商幻萌网络催促发行商派趣科技交付运营款项时，遭派趣科技以“未能及时修复bug”以及“未能解决外挂问题”为由拒绝，随后双方开始互发律师函指责对方。幻萌指责派趣取消其管理权限、拖欠款项以及违约在苹果商店进行全球范围发行游戏等行为，派趣回函称并未取消幻萌的权限，且合作合同中有给予派趣全球发行的权利。2015年7月24日，幻萌通过微博表示向派趣发出解约通知函，合同解除后派趣应在六十天后关服。
2015年7月24日，派趣科技CEO徐文称幻萌法人丁兴涛人身威胁徐文及其家人，警方已介入并立案等。幻萌出示了相应截图并称这是双方在气头上的话。2016年4月26日，上海知识产权法院针对《战舰少女》研发商幻萌网络和发行商派趣科技的著作权纠纷作出判决：驳回杭州派趣的诉讼请求，并要求受理费由杭州派趣方承担。